# Hemithea costipunctata
Hemithea costipunctata är en fjärilsart som beskrevs av Moore 1867. Hemithea costipunctata ingår i släktet Hemithea och familjen mätare. Inga underarter finns listade i Catalogue of Life.